# 업무 연속성 계획
업무 연속성 계획(業務連續性計劃, 영어: business continuity planning, BCP) 또는 업무연속 회복계획(業務連續 回復計劃, 영어: business continuity and resiliency planning, BCRP)은 기업이 재해로 타격을 입은 뒤 업무 운명을 어떻게 복구 재개하는지에 대한 계획을 말한다. 재해 복구(DR)를 포함하는 더 넓은 개념이다. 기업의 핵심 비즈니스 프로세스를 식별하고 핵심 업무를 처리하기 위한 대응 행동계획을 결정한다. 기업 경영자와 정보기술 전문가는 기업의 시스템이나 비즈니스 프로세스를 복구하기 위해 상호 협력해야한다. 시스템 고장시 기업이 버틸 수 있는 운영 가능 최대 시간과 가장 먼저 복구되어야 하는 업무를 제대로 파악하는 것이 중요하다.

## 계획 단계
업무 연속성 계획의 단계는 다음과 같다.
1. 컨설팅
2. 시스템 구축
3. 시스템 관리

## 같이 보기
- 재난 복구 계획(DRP)
- 재난